# سفارة فرنسا في جنوب إفريقيا
سفارة فرنسا في جنوب أفريقيا هي أرفع تمثيل دبلوماسي لدولة فرنسا لدى جنوب أفريقيا. تقع السفارة في بريتوريا وهي تهدف لتعزيز المصالح الفرنسية في جنوب أفريقيا.

## وصلات خارجية
- الموقع الرسمي
- قائمة سفارات فرنسا
- قائمة السفارات في جنوب أفريقيا